# Абигнейл, Фрэнк
Фрэнк Уи́льям Абигнейл-младший (англ. Frank William Abagnale, Jr.; род. 27 апреля 1948, Бронксвилл, Нью-Йорк, США) — американский писатель и осуждённый преступник. Абигнейл нацеливался на отдельных лиц и малый бизнес, но в конце 1970-х годов приобрёл известность, заявив о разнообразных мошенничествах на рабочем месте без жертв, многие из которых сейчас вызывают сомнения. В 1980 году Абигнейл стал соавтором автобиографии «Поймай меня, если сможешь», которая построила повествование вокруг заявленных им мошенничеств. Книга позже вдохновила Стивена Спилберга на создание одноимённого фильма 2002 года, в котором Абигнейла сыграл актёр Леонардо Ди Каприо. Он также написал ещё четыре книги. Абигнейл управляет консалтинговой фирмой Abagnale & Associates.
Среди прочего, Абигнейл утверждает, что работал помощником генерального прокурора штата в Луизиане, врачом больницы в Джорджии, профессором в Юте и пилотом авиакомпании Pan American с налётом более двух миллионов миль. Правдивость большинства утверждений Абигнейла была поставлена под сомнение и во многих случаях прямо опровергнута. В 2002 году Абигнейл признался на своём веб-сайте, что некоторые факты были чрезмерно драматизированы или преувеличены, не указав, впрочем, что именно было преувеличено или опущено в его биографии. В 2020 году журналист Алан Логан предоставил документальные доказательства того, что, по его словам, доказывают, что большая часть истории Абигнейла была в лучшем случае преувеличена или выдумана. Публичные записи, полученные Логаном, с тех пор были независимо проверены журналистом Хавьером Лейвой.

## Ранние годы
Фрэнк Уильям Абигнейл-младший родился в Бронксе, Нью-Йорк, 27 апреля 1948 года в семье алжиро-американской матери (умерла в ноябре 2014 года) и итало-американского отца (умер в марте 1972 года). Он провёл свою раннюю жизнь в Бронксвилле. Его родители разошлись, когда ему было 12 лет, и развелись, когда ему было 15 лет. После развода Абигнейл переехал со своим отцом и новой мачехой в Маунт-Вернон.
По словам Абигнейла, первой жертвой был его отец, который дал ему кредитную карту на бензин и грузовик и в конечном итоге был обязан оплатить счёт на сумму 3400 долларов. Абигнейлу в то время было всего 15 лет. В своей автобиографии Абигнейл говорит, что из-за этого преступления он был отправлен в исправительную школу в округе Уэстчестер (в соответствии с описанием сельскохозяйственной школы Линкольндейла), управляемую католическими благотворительными организациями США. В многочисленных интервью Абигнейл утверждал, что посещал подготовительную школу Иона в Уэстчестере до 10-го класса в возрасте 16 лет в 1964 году. Абигнейл не упоминается по имени, хотя и его фотографии не появляются в ежегодниках подготовительной школы Ионы с того времени, когда он якобы посещал его. Более того, ни один выпускник не помнит, чтобы Абигнейл когда-либо посещал среднюю школу.
В декабре 1964 года он поступил на службу в ВМС США в возрасте 16 лет. Он был уволен менее чем через три месяца и был освобождён 18 февраля 1965 года. Менее чем через две недели после этого Абигнейл был арестован за мелкое воровство в Маунт-Верноне 26 февраля 1965 года. В следующем месяце, в марте 1965 года, Абигнейл представился полицейским из Скарсдейла и вошёл в квартиру жителя Маунт-Вернона, утверждая, что он расследует дело его дочери-подростка. Заподозрив неладное, жертва позвонила в полицию Маунт-Вернона, которая обнаружила Абигнейла с игрушечным пистолетом и бумажным полицейским значком. Абигнейл был арестован и обвинён в бродяжничестве после того, как был опознан жертвой. На следующий день суд приказал поместить Абигнейла в психиатрический институт Грасслендс в округе Уэстчестер для наблюдения.
В 1965 году Федеральное бюро расследований арестовало Абигнейла в Эврике, штат Калифорния, за кражу автомобиля после того, как он украл Ford Mustang у одного из соседей своего отца. Абигнейл был изображён в местной газете сидящим в машине во время допроса специального агента ФБР Ричарда Миллера.. Он финансировал свою поездку по пересечённой местности из Нью-Йорка в Калифорнию с помощью незаполненных чеков, украденных из семейного бизнеса, расположенного на Бронкс Ривер Паркуэй. Абигнейлу также было предъявлено обвинение в выдаче себя за сотрудника таможни США, хотя впоследствии это обвинение было снято. 2 июня 1965 года дело об угнанном автомобиле было передано в Южный округ Нью-Йорка.

### Пилот авиалиний
После того, как его отпустили под опеку отца, чтобы предстать перед судом по обвинению в угнанном автомобиле, 17-летний Абигнейл решил выдать себя за пилота. Он получил униформу в компании по её производству на Манхэттене и 7 июля 1965 года сообщил местным СМИ, что он являлся выпускником пилотной школы American Airlines из Форт-Уэрта; тем не менее, он был арестован в Такахо несколько дней спустя. Абигнейл был приговорён к трём годам заключения в тюрьме Грейт-Медоу в Форт-Энн. Отбыв всего два года наказания, он был отпущен под опеку матери. Тем не менее, он нарушил условия своего условно-досрочного освобождения из-за осуждения за кражу автомобиля в Бостоне, и был возвращён в Грейт-Медоу ещё на один год.
После освобождения 24 декабря 1968 года 20-летний Абигнейл переоделся в пилота TWA и переехал в Батон-Руж, штат Луизиана, где он пробрался в дом местного учителя музыки, чья дочь была стюардессой Delta Air Lines, с которой он познакомился в Нью-Йорке. В Батон-Руж Абигнейл также подружился с местным министром, утверждая, что у него есть степень магистра в области социальной работы в колледже Итака, и он искал работу с уязвимой молодёжью с нарушениями интеллекта и развития. Преподобный познакомил его с преподавателями Университета штата Луизиана, которые определили, что он был «очевидным мошенником». Преподобный после того, как Абигнейл рассказал ему, что он был уволенным пилотом TWA, заподозрил неладное и позвонил в авиакомпанию, где ему сказали, что Абигнейл был мошенником. Преподобный уведомил Департамент полиции Батон-Руж, и Абигнейл был арестован 14 февраля 1969 года, первоначально по обвинению в бродяжничестве. После ареста было установлено, что он незаконно вывез свой арендованный автомобиль во Флориде из штата и имел фальсифицированное удостоверение личности сотрудника авиакомпании. На следующий день детективы установили, что Абигнейл украл пустые чеки у своей принимающей семьи и местного бизнеса в Батон-Руж, и впоследствии ему было предъявлено обвинение в краже и подделке документов. Не имея возможности внести залог, он был осуждён 2 июня 1969 года и приговорён к 12 годам испытательного срока под надзором, но вскоре бежал из Луизианы в Европу.

## Европа
Через две недели после того, как был выдан ордер на арест в Луизиане, Абигнейл был арестован в Монпелье во Франции, в сентябре 1969 года. Он угнал автомобиль и обманул две местные семьи в Клиппане в Швеции. Он был приговорён к четырём месяцам за кражу во Франции, но отсидел только три месяца в тюрьме Перпиньяна.
Затем его экстрадировали в Швецию, где он был признан виновным в крупном мошенничестве путём подделки документов. Он отсидел два месяца в тюрьме Мальмё, ему запретили въезд в Швецию на восемь лет и от него потребовали компенсацию его шведским жертвам (чего, как говорят, он так и не сделал). Абигнейл был депортирован обратно в Соединённые Штаты в июне 1970 года, когда его апелляция была отклонена.

## США
После возвращения в Соединённые Штаты 22-летний Абигнейл переоделся в форму пилота и путешествовал по кампусам колледжей, расплачиваясь фальшивыми чеками и утверждая, что он был там, чтобы набрать стюардесс для Pan Am. В Аризонском университете он заявил, что был пилотом и врачом, и, по словам Пола Холсена, в то время студента, Абигнейл провёл медицинский осмотр нескольких студенток колледжа, которые хотели быть частью лётных экипажей. Ни одна из женщин никогда не была зачислена в вымышленную программу Абигнейла, что противоречит тому, что изображено в его книге и фильме.
После того, как 30 июля 1970 года в Дареме, штат Северная Каролина, Абигнейл обналичил личный чек, похожий на зарплату Pan Am, он снова попал в поле зрения ФБР. Он был арестован в округе Кобб, штат Джорджия, три месяца спустя, 2 ноября 1970 года, после обналичивания 10 поддельных чеков заработной платы Pan Am в разных городах. Абигнейл сбежал из тюрьмы округа Кобб и был задержан 4 дня спустя в Нью-Йорке. Он был приговорён к десяти годам в 1971 году за подделку чеков на общую сумму 144 860 долларов, а также получил ещё два года за побег из местной тюрьмы округа Кобб.
В 1974 году Абигнейл был освобождён условно-досрочно после того, как он отбыл около двух лет из своего 12-летнего заключения в Федеральном исправительном учреждении в Питесберге, штат Вирджиния. Не желая возвращаться к своей семье в Нью-Йорке, Абигнейл говорил, что оставил выбор места условно-досрочного освобождения на усмотрение суда, который решил, что он будет освобождён в Хьюстоне, штат Техас.
После освобождения Абигнейл заявил, что выполнял множество работ, в том числе повара, бакалейщика и киномеханика, однако с большинства из них он был уволен после того, как выяснилось, что его наняли без раскрытия своего криминального прошлого. В 1974 году он снова представился пилотом, чтобы получить работу в Кэмп-Мэнисон, летнем детском лагере в Техасе, где он был арестован за кражу фотоаппаратов у своих коллег. После того, как он получил только штраф, он получил должность в приюте в районе Хьюстона, притворившись пилотом со степенью магистра. Эта работа заставила его найти приёмные семьи для детей, живущих в детском доме. Эта уловка была в конце концов раскрыта его офицером по условно-досрочному освобождению, который быстро отстранил его от работы в приюте и перевёл в жилые помещения над собственным гаражом, чтобы он «мог присматривать за ним». Его следующая должность была в Aetna, где его уволили и предъявили иск за мошенничество с чеками.
По словам Абигнейла, он обратился в банк с предложением в 1975 году. Он объяснил банку, что сделал, и предложил поговорить с сотрудниками банка и показать им различные трюки, которые мошенники используют для обмана банков. Его предложение включало условие, что если они не сочтут его речь полезной, они ничего ему не должны; в противном случае они будут должны ему только 50 долларов с соглашением о том, что они предоставят его имя другим банкам. С этого он начал новую карьеру в качестве спикера и консультанта по безопасности. За это время он подделал своё резюме, чтобы показать, что он работал с Департаментом полиции Лос-Анджелеса и Скотланд-Ярдом.
В 1977 году Абигнейл выступил с публичными лекциями, в которых утверждал, что в возрасте от 16 до 21 года он был врачом в больнице Джорджии в течение одного года, помощником генерального прокурора штата в течение одного года, профессором социологии в течение двух семестров и пилотом Pan American в течение двух лет. Кроме того, Абигнейл утверждал, что он набирал студенток университета в качестве стюардесс Pan Am, путешествуя с ними в течение трёх месяцев по всей Европе. Он также утверждал, что ускользнул от ФБР, дерзко сбежав из туалета коммерческой авиакомпании, когда самолёт выруливал в международном аэропорту имени Джона Кеннеди в Нью-Йорке. В 1978 году Абигнейл рассказал репортёру Honolulu Advertiser, что он, будучи знакомым с туалетным устройством, протиснулся через отверстие, спрыгнул через нижний люк, приземлился на тротуар, перебежал взлётно-посадочную полосу и поймал такси. Абигнейл утверждал, что отодвинул контейнер для нечистот в сторону и что никто ничего не услышал: «Я бросился бежать. Я думал, что они прямо позади меня. Чего я не знал, так это того, что дверь была подпружинена, и когда она захлопнулась, вся сборка встала на место. Никто ничего не слышал из-за рёва двигателей».
Он переехал со своей женой Келли и тремя сыновьями в Талсу, штат Оклахома. Он и его семья жили в одном доме в течение следующих 25 лет. После того, как сыновья уехали из дома, чтобы поступить в колледж и сделать карьеру в другом месте, Келли предложила им с Фрэнком уехать из Талсы. Они согласились переехать в Чарльстон, Южная Каролина.
В 1976 году он основал Abagnale & Associates, которая консультирует компании по вопросам безопасности документов. В 2015 году Абигнейл был назначен послом AARP Fraud Watc,  где он помогает «предоставлять онлайн-программы и форумы сообщества для информирования потребителей о способах защиты от кражи личных данных и киберпреступности». В 2018 году он стал соведущим подкаста AARP The Perfect Scam о мошенниках и о том, как они действуют.
Он неоднократно появлялся в СМИ: три раза в качестве гостя на The Tonight Show, на шоу To Tell the Truth в 1977 году и регулярное участие в британском сетевом сериале The Secret Cabaret в 1990-х годах. Книга об Абигнейле, «Поймай меня, если сможешь (книга)», была превращена в одноимённый фильм Стивена Спилберга в 2002 году, с актёром Леонардо Ди Каприо в роли Абигнейла. Настоящий Абигнейл появился в эпизодической роли французского полицейского, берущего Ди Каприо под стражу.

## Правдивость утверждений
Во время своих многочисленных речей и выступлений на телевидении Абигнейл рассказывал о многих своих преступных подвигах. К ним относится заявление о том, что он находился в розыске в 26 странах, много работал на ФБР и несколько раз сбегал из-под их стражи. Он также утверждал, что обналичил более 17 000 поддельных чеков на сумму 2,5 млн долларов США и работал помощником генерального прокурора и врачом больницы. Кроме того, он заявил, что начал фальшивую программу стажировок стюардесс, путешествуя с ними по всей Европе в течение двух месяцев, и зарегистрировал более двух миллионов воздушных миль под видом пилота. Почти все эти утверждения были опровергнуты журналистами.
В публичных лекциях, описывающих историю его жизни, Абигнейл последовательно утверждал, что он был «арестован только один раз», и это было в Монпелье во Франции. Однако публичные записи показывают, что Абигнейл был арестован в Нью-Йорке (несколько раз), Калифорнии, Массачусетсе, Луизиане, Джорджии и Техасе.
Несмотря на публичные записи, показывающие, что Абигнейл преследовал отдельных лиц и малые семейные предприятия, Абигнейл уже давно публично заявляет, что он «никогда не грабил никаких людей». Он сделал то же самое заявление о том, что никогда не нацеливался на отдельных лиц и малые предприятия, журналистке Би-би-си Саре Монтегю и Associated Press. По словам Абигнейла, единственным человеком, которого он когда-либо обманывал, была секс-работница из Майами: «Она пыталась взять с меня 1000 долларов за вечер, поэтому я дал ей поддельный кассовый чек на 1400 долларов и получил 400 долларов в обмен». В 2002 году Абигнейл сказал Star Tribune: «Пока я никому не причинял вреда, люди никогда не считали меня настоящим преступником, моими жертвами были крупные корпорации. Я был ребёнком, грабящим заведение».
Тем не менее, лица, ставшие мишенью Абигнейла, описали долгосрочные последствия преследования:
У него был ключ от нашей входной двери, его так и не нашли. Мы поменяли замок. Я его кормила. Я готовила. Я больше не доверяю людям.
— Шаролетт Паркс, жертва Абигнейла, интервьюированная 27 апреля 1981, The Advocate
Его утверждение о том, что он сдал экзамен на адвоката Луизианы, работал на генерального прокурора Джека. Ф. Гремиллиона и закрыл 33 дела, было оспорено несколькими журналистами в 1978 году. Нет никаких записей о том, что Абигнейл когда-либо был членом Коллегии адвокатов Луизианы, и нет никаких доказательств того, что он когда-либо работал помощником генерального прокурора в Генеральной прокуратуре Луизианы. В 1978 году Ассоциация адвокатов штата Луизиана проверила всех тех, кто сдал экзамен на адвоката, и пришла к выводу, что Абигнейл никогда не сдавал экзамен, используя своё собственное имя или псевдоним; Генеральная прокуратура штата изучила выплаты всем сотрудникам в то время, когда Абигнейл утверждал, что он работал там, и пришла к выводу, что он никогда не работал в офисе, используя своё имя или псевдоним. После того, как Абигнейл появился на The Tonight Show, тогдашний первый помощник генерального прокурора Кен ДеЖан задал репортёру серию вопросов, чтобы задать Абигнейлу описание тогдашнего генерального прокурора Джека. Ф. Гремиллиона. Абигнейл не смог правильно ответить на вопросы.
Этот человек не самозванец, он лжец.
— Кеннет К. ДеЖан, первый помощник генерального прокурора, «Великий самозванец», 24 апреля 1981 года, The Advocate
Абигнейл утверждал, что, когда ему было 18 лет, он работал в течение одного года в качестве педиатра в больнице общего профиля Кобба в Мариетте, штат Джорджия. Он утверждал, что работал с полуночи до 8 утра, руководя семью ординаторами и 42 медсёстрами. Абигнейл утверждал, что посещал университетскую библиотеку, чтобы выучить наизусть медицинские журналы и учебники: «С моей фотографической памятью я мог легко запомнить что угодно. Это не означало, что я мог это понять, но я мог отбарабанить это дословно». Абигнейл рассказал своим слушателям, что в течение одного года в Cobb General никто не сомневался в его положении врача: «Итак, я ходил по кругу, брал блокноты, набрасывал несколько строк, ставил в них инициалы, и все думали, что я делал прекрасную работу». Однако администрация больницы сообщила журналистке Айре Перри, что в то время не было смены с полуночи до 8 утра, и в то время не существовало должности обычного ночного педиатра. Используя записи из архива штата Нью-Йорк, автор Алан С. Логан продемонстрировал, что Абигнейл находился в тюрьме Грейт-Медоу в Форт-Энн, штат Нью-Йорк, когда ему было 18 лет.
Однако утверждение Абигнейла о том, что он выдавал себя за врача, не совсем лишено оснований. В кампусе Аризонского университета в 1970 году он заявил, что является пилотом и врачом. По словам Пола Хольсена, который в то время был студентом университета постарше и лицензированным коммерческим пилотом, Абигнейл сообщил ему, что он был там от имени Pan Am, чтобы набирать и проводить физические осмотры кандидатов. В автобиографии Хольсен утверждал, что после того, как уловка Абигнейла была обнаружена, власти сообщили ему, что Абигнейл действительно проводил физические осмотры студентов. Представители Университета Аризоны признают, что Абигнейл общался с 12 студентками. Абигнейл открыто признался, что проводил обследования молодых женщин, выдавая себя за врача: «Когда приходили девушки, я всегда тщательно осматривал их и отправлял в путь. Я был молод, но не глуп». В 2021 году заведующий кафедрой журналистики Университета штата Луизиана Роберт Манн выразил сожаление по поводу того, что не столкнулся с заявлением Абигнейла о проведении физических осмотров в качестве врача: «Оглядываясь на мою историю об этом событии [лекции Абигнейла], меня смущает то, что я написал о времени, когда Абигнейл выдавал себя за педиатра. Читая сейчас эти слова, в которых Абигнейл хвастался сексуальным насилием, мне становится плохо».
Абигнейл публично заявил, что его IQ равен 140: «У меня IQ 140, и я запоминаю 90 % того, что я читаю. Таким образом, изучая и запоминая экзамен по адвокатуре, я смог получить необходимый балл». В 2021 году Абигнейл выступил с основным докладом на Американской конференции Менса в Хьюстоне, штат Техас. Организаторы утверждали, что он был объектом охоты ФБР и обналичил чеки на миллионы долларов, выдавая себя за пилота и врача. Несмотря на заявления о фотографической памяти, журналист USA Today Энди Сейлер (Andy Seiler) спросил о деталях его самозванческих ролей и движений в 1960-х годах, Абигнейл ответил: «Вы достигли точки в своей жизни, когда вы заявляете: «Я не помню, что я сделал».
Одним из наиболее заметных утверждений Абигнейла был предполагаемый побег из тюрьмы Соединённых Штатов в Атланте в 1971 году:
Я был в одной из крупнейших федеральных тюрем строгого режима в течение двух недель, когда я выдал себя за тюремного инспектора и вышел, прямо мимо пулемётов и охранников.
— Фрэнк Уильям Абигнейл,, «Экс-мошенник рассказывает о трюках торговли», 22 февраля 1979 года, El Paso Herald-Post

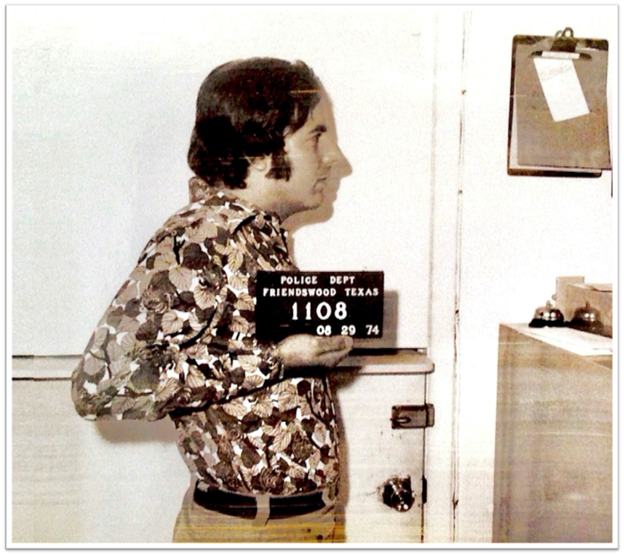
Френдсвуд (Техас) — Фотография ареста, 1974

В 1982 году Абигнейл сказал прессе: «Я был и остаюсь единственным и самым молодым человеком, сбежавшим из этой тюрьмы». Однако Федеральное бюро тюрем подтвердило, что Абигнейл никогда не содержался в федеральной тюрьме Атланты: «Его никогда не принимали, так что я действительно не понимаю, как он мог сбежать», — сказал исполняющий обязанности надзирателя Дуайт Амстутц.
В 1978 году, после того, как Абигнейл выступил на семинаре по борьбе с преступностью, репортёр San Francisco Chronicle изучил его утверждения. Телефонные звонки в банки, школы, больницы и другие учреждения, упомянутые Абигнейлом, не выявили никаких доказательств его мошенничества под псевдонимами, которые он использовал. Ответ Абигнейла был таким: «Из-за возникшего смущения я сомневаюсь, что кто-нибудь подтвердит эту информацию». Позже он сказал, что изменил имена.
Дальнейшие сомнения по поводу истории Абигнейла возникли после появления в октябре 1978 года на «вечернем шоу Джонни Карсона», с новостной статьёй, в которой говорилось:
Абигнейл действительно является осуждённым актёром. Но он находит желающих верующих, поскольку он продвигает и изобретает более разнообразное криминальное прошлое.
— Стивен Холл, San Francisco Chronicle, «Johnny Is Conned», 6 октября 1978
В декабре 1978 года заявления Абигнейла были снова расследованы после того, как он посетил Оклахома-Сити для беседы. В рамках своего расследования этой истории Перри поговорил с пресс-секретарём Pan Am Брюсом Хакстхаузеном, который ответил на запрос журналистов, сказав:
Это первый раз, когда мы слышим об этом, и мы бы слышали или, по крайней мере, помнили об этом, если бы это произошло. Вы не забудете фальшивые чеки на 2,5 млн долларов. Я бы сказал, что этот парень такой же фальшивый, как 3-долларовая купюра.
— Айра Перри, The Oklahoman, «Расследование показывает, что «исправившийся» мошенник ещё не ушёл», 10 декабря 1978 года
В 2002 году Абигнейл обратился к проблеме отсутствия правдивости своей истории с заявлением, размещённым на веб-сайте его компании, в котором, в частности, говорилось: «Соавтор брал у меня интервью всего около четырёх раз. Я считаю, что он проделал большую работу, рассказав историю, но он также чрезмерно драматизировал и преувеличил часть истории. Это был его стиль и то, чего хотел редактор. Он всегда напоминал мне, что он просто рассказывает историю, а не пишет мою биографию». Тем не менее, Абигнейл сделал основные заявления о работе в качестве врача в течение года, адвоката в течение года, профессора PhD и его нескольких побегов на национальном телевидении в 1977 году в шоу To Tell the Truth и «Вечернем шоу с Джонни Карсоном в главной роли», которое предшествовало автобиографии 1980 года на несколько лет. Он также сделал эти заявления в печатных СМИ, а именно в Fort Worth Star-Telegram, за три года до публикации его соавторской автобиографии, фактически опровергнув утверждение, что его вышеупомянутый соавтор Стэн Реддинг преувеличил историю.
Несмотря на заявление Абигнейла на веб-сайте о соавторе его автобиографии Стэне Реддинге, журналист-расследователь Хавьер Лейва обнаружил малоизвестную заглавную историю в журнале «True Detective» (январь 1978 г.), в которой Абигнейл рассказал историю своей жизни. В журнале «Настоящий детектив» Абигнейл заявил Реддингу, что он сдал экзамен на адвоката в Луизиане, работал помощником генерального прокурора, профессором социологии, педиатром в Атланте, сбежал из туалета в самолёте и федеральной тюрьмы Атланты, завербовал студенток Аризонского университета (и путешествовал с ними по всей Европе в течение нескольких недель) и обналичил 2,5 миллиона долларов чеками. Эти утверждения на несколько лет предшествуют автобиографии, написанной в соавторстве, и они также демонстрируют, что именно Абигнейл придумал и преувеличил историю своей жизни, а не Стэн Реддинг.
В 2002 году на премьере фильма «Поймай меня, если сможешь» Абигнейл признался журналисту Энди Сейлеру из США Today, что перевоплощения в автобиографии были выдуманы: «Несколько дней я выдавал себя за врача, несколько дней я был адвокатом. В книге это выглядит так, как будто я занимаюсь этим целый год.». Несмотря на это признание, в публичных выступлениях Абигнейл возвращался к своим заявлениям о том, что он долгое время выдавал себя за врача и работал в течение года адвокатом. Гонорар Абигнейла за то, что он рассказал о своей предполагаемой истории жизни, как сообщается, составил от 20 000 до 30 000 долларов США.
В 2006 году журналист KSL-TV Скотт Хоус бросил вызов Абигнейлу с его утверждением, что он работал профессором социологии в Университете имени Бригама Янга (УБЯ) в течение двух семестров. Абигнейл утверждал, что он не может вспомнить подробности, и что его соавтор Реддинг преувеличил некоторые вещи. Хоус «освежил память Фрэнка» и показал ему его собственные слова, в том числе кинокнигу «Поймай меня, если сможешь» и титры, которые прокатились в конце фильма «Поймай меня, если сможешь», где Абигнейл, а не Реддинг, сделал заявление профессора УБЯ.  Абигнейл признался Хоусу, что он, возможно, был приглашённым лектором.
Таким образом, несмотря на заявление о том, что он профессор социологии, по крайней мере, в трёх книгах, две из которых написаны исключительно самим Абигнейлом, и заявление на камеру после фильма, похоже, что Абигнейл как профессор УБЯ в основном или полностью просто ещё одна настоящая подделка.
— Скотт Хоус, «Действительно ли Фрэнк Абиньяле[sic] преподавал в УБЯ?», 27 апреля 2006 года, KSL-TV
В преддверии 2020 года автор Алан С. Логан провёл углублённое расследование для книги, которая была сосредоточена на перспективе жертв Абигнейла. В рамках этого процесса Логан объединил более ранние газетные статьи, многочисленные административные документы и публичные записи, которые не были предметом пристального внимания со стороны крупных средств массовой информации. Основываясь на этих документах, Логан предоставил график, который поставил под сомнение общую правдивость самопровозглашённой криминальной истории и движений Абигнейла в период с 1964 по 1974 год. Логан утверждает, что его расследование показало, что рассказ Абигнейла о его криминальном прошлом по большей части является выдумкой. Используя записи из архива штата Нью-Йорк, Логан показал, что Абигнейл находился в тюрьме Грейт-Медоу в Комстоке, штат Нью-Йорк, в возрасте от 17 до 20 лет (26 июля 1965 года и 24 декабря 1968 года) в качестве заключённого № 25367, в течение которого Абигнейл утверждает, что совершил свои самые значительные мошенничества. Расследование Логана раскрыло многочисленные мелкие преступления, которые Абигнейл никогда не признавал. Различные СМИ просили Абигнейла ответить на содержание книги Логана, которое включало заявления жертв и цитаты из общедоступных записей. Абигнейл ответил, заявив, что книга «не заслуживает комментариев».
Абигнейл сказал прессе: «Я был осуждён за поддельные чеки на сумму 2,5 миллиона долларов» и что позже он нанял юридическую фирму, чтобы вернуть все деньги в отели и другие компании. Однако записи федерального суда показывают, что Абигнейл был признан виновным в подделке 10 чеков Pan American Airlines в пяти штатах (Техас, Аризона, Юта, Калифорния и Северная Каролина) на общую сумму менее 1500 долларов США. После условно-досрочного освобождения 8 февраля 1974 года он утверждал, что пошёл работать в ФБР. Однако после этой даты Абигнейл был арестован за кражу в детском лагере в Френдсвуде, штат Техас, 29 августа 1974 года.
Во многих интервью и выступлениях Абигнейл утверждал, что заработал миллионы долларов на своих патентах. Тем не менее, веб-сайт Ведомства по патентам и товарным знакам США не перечисляет Abagnale как лицо или Abagnale and Associates как бизнес в качестве владельцев каких-либо патентов, и они не указаны как изобретатели ни в одном патенте. В своих патентах на дизайн чека канадский изобретатель Калин А. Сандру просто упоминает в разделе «Справочная информация» изобретения, что KPMG и Abagnale and Associates являются группами, которые подтверждают, что мошенничество с чеками является серьёзной проблемой.
Логан, опоясанный публичными записями, подробно поделился своими выводами в программе NPR Watching America, 13 августа 2021 года, транслируемой на WHRO-FM.
В 2022 году журналист-расследователь Хавьер Лейва независимо получил публичные записи, впервые полученные Логаном. Лейва также подтвердил, что Абигнейл находился в тюрьме в возрасте от 17 до 20 лет, а затем был осуждён за кражу в Батон-Руж в июне 1969 года. Лейва также получил федеральные записи, связанные с проверками Pan Am Абигнейла, и подтвердил, что его осуждение в возрасте 22 лет было основано на менее чем 1500 долларах США. Лейва говорит, что он подсчитал, что между 1965 и 1970 годами Абигнейл был свободен только в течение нескольких месяцев, и что его записи показывают, что он находился в тюрьме большую часть этого времени. 23 июня 2022 года Лейва столкнулся с Абигнейлом на конференции Connect IT Global 2022 в Лас-Вегасе с тюремными и другими публичными записями в руках. Лейва описывает эти события в своей серии подкастов Pretend - 'The Real Catch Me If You Can (Part 1)'.

### Отношения с Федеральным бюро расследований
Одним из самых спорных утверждений Абигнейла являются его отношения с ФБР. В 1977 году, когда Абигнейл начал претендовать на пятилетнюю непрерывную жизнь в бегах, включая мошенников-самозванцев, он не утверждал, что работает на ФБР. Однако он использовал имена сотрудников ФБР, чтобы подкрепить свои новые биографические утверждения. В 1978 году журналист Айра Перри определил, что Абигнейл и его публицист выдавали имена агентов ФБР любой стороне, которая просила ссылки или проверку его заявленной биографии; в частности, они выдали имя Роберта Расса Франка, который, как они утверждали, был «бывшим агентом Атланты», который знал всё об Абигнейле. Когда Перри связался с Франком, который только что ушёл в отставку с поста главы Хьюстонского отдела ФБР и никогда не работал в Атланте, Франк сказал ему:
Этот проклятый Абигнейл повсюду использует моё имя, но я никогда даже не встречал этого парня.
— Роберт Расс Франк, The Oklahoman, «Расследование показывает, что «реформированный» мошенник ещё не ушёл», 10 декабря 1978 года
Франк сообщил Перри, что он слышал об Абигнейле только через людей, пытавшихся проверить его биографические утверждения, и не смог подтвердить, были ли эти утверждения правдивыми или нет. Перри также взял интервью у Юджина Стюарта, отставного агента ФБР, который отвечал за подразделение в Атланте, когда Абигнейл утверждал, что он педиатр в пригороде Атланты. Стюарт, который на тот момент был начальником службы безопасности Delta Air Lines, сообщил Перри, что Абигнейл был преступником низкого уровня: «Это больше преследование, чем что-либо ещё», — сказал Стюарт. Кроме того, Стюарт отметил, что Абигнейл использовал форму Delta Air Lines для обналичивания плохих личных чеков в Техасе после его условно-досрочного освобождения в 1974 году. После условно-досрочного освобождения Абигнейл был арестован за кражу из детского лагеря во Френдсвуде, штат Техас. Публичные записи показывают, что почти через два года после его условно-досрочного освобождения, в октябре 1975 года, Абигнейл был нанят Aetna Insurance и был внезапно уволен и подал в суд на компанию после того, как он якобы обналичил плохие личные чеки во время обучения своих сотрудников. Этна в конечном итоге подала иск против Абигнейла после его появления на «To Tell the Truth» в 1977 году.
После публикации своей автобиографии 1980 года Абигнейл начал информировать свою аудиторию о том, что он находится в списке десяти самых разыскиваемых беглецов ФБР. Он перенёс это утверждение в 90-е годы: «Я был единственным подростком в истории ФБР, который был включён в их список 10 самых разыскиваемых», — сказал Абигнейл своей аудитории в 1994 году. В преддверии выхода фильма «Поймай меня, если сможешь», это утверждение «Десять самых разыскиваемых беглецов» было использовано в маркетинге фильма. Когда фильм был выпущен, на него давили по этому утверждению, и с доказательствами, ясно показывающими отсутствие Абигнейла в каком-либо списке самых разыскиваемых, он признал на своём веб-сайте, что он никогда не был в списке самых разыскиваемых ФБР.
В 2002 году журналист Los Angeles Times Боб Бейкер (1948–2015) сообщил, что не создавалась целевая группа ФБР для захвата Абигнейла. Несмотря на его заявления о том, что он жил в печально известных апартаментах Riverbend, предположительно ускользая от ФБР в течение одного года в качестве педиатра в пригороде Атланты, газетное сообщение об аресте Абигнейла указывало, что он был в этом районе всего два дня; Местные агенты ФБР отреагировали на сообщение о том, что Абигнейл находится в местном отеле, и арестовали его там.
В годы, последовавшие за выходом «Поймай меня, если сможешь», Абигнейл начал утверждать, что ему было предоставлено уникальное условно-досрочное освобождение из федеральной тюрьмы в Питерсберге, штат Вирджиния, чтобы он мог работать на Бюро: «Когда ФБР забрало меня из тюрьмы, это было для того, чтобы заниматься тайной работой». Абигнейл утверждал, что тайная работа была дана ему непосредственно Кларенсом М. Келли, который руководил ФБР с 1973 по 1978 год. В своей лекции «Разговоры в Google» Абигнейл утверждал, что из-за его фотографической памяти Келли попросил его запомнить компоненты военной техники и проникнуть на базы в качестве лейтенанта. Абигнейл так описывает инструкции Келли: «Хорошо, вы лейтенант в армии. Вы были в армии столько лет. Ваша компетенция — это ракеты. Мне нужно, чтобы вы узнали всё это за две недели, и я отправляю вас на эту базу, и я хочу, чтобы вы узнали, что происходит в этой конкретной области». В лекции Абигнейл также утверждает, что Келли отправил его на аналогичные миссии «в качестве учёного в лабораторию в Нью-Мексико».
Джерри Уильямс, отставной агент ФБР, который специализировался на преступлениях и мошенничестве с белыми воротничками, поговорил с журналистом-расследователем Хавьером Лейвой об этих заявлениях. Уильямс опроверг утверждения Абигнейла о том, что ему поручено тайно проводить операции непосредственно Келли:
Если кто-нибудь скажет вам, что он получил задание непосредственно от директора ФБР, прямо от главы ФБР, вы точно знаете, что это чушь. Так не бывает.
— Джерри Уильямс, отставной агент ФБР, Pretend Radio, Эпизод 05
После выхода фильма Абигнейл начал использовать местоимение «мы» от первого лица множественного числа для обозначения ФБР; Он также начал информировать аудиторию о том, что он непосредственно работает на ФБР и празднует каждую годовщину своего уникального условно-досрочного освобождения и возможности пойти работать в ФБР: например, в 2006 году он сообщил своей аудитории: «В этом году я праздную 31 год с ФБР». В 2014 году он сказал своим слушателям: «В этом году я праздную 38 лет в ФБР, где я работаю сегодня». Однако даты празднования этой годовщины указывают на 1976 год и не совпадают с заявлением Абигнейла о сделке по условно-досрочному освобождению. Абигнейл, согласно стандартной практике Совета по условно-досрочному освобождению Соединённых Штатов и Федерального бюро тюрем в то время, был отправлен в Центр предварительного освобождения в Хьюстоне в 1973 году, в течение 120 дней до его фактической федеральной даты условно-досрочного освобождения 8 февраля 1974 года.
Айра Винклер, бывший аналитик разведки Министерства обороны и нынешний главный архитектор безопасности магазинов Walmart на международном уровне, описывает встречу с Абигнейлом. Уинклер спросил Абигнейла о специфике его должности в ФБР. Абигнейл ответил, что он «специальный агент». Уинклер говорит: «Вы имеете в виду полноценного спецагента?», на что Абигнейл ответил утвердительно.
В интервью 2018 года, транслировавшемся на PBS, Абигнейл публично раскритиковал бывшего директора ФБР Джеймса Коми за его непрофессионализм во время президентских выборов в США в 2016 году. В том же интервью Абигнейл утверждает, что ФБР обеспокоено тем, что он пенсионного возраста: «ФБР всегда спрашивает меня, когда я собираюсь уйти на пенсию, потому что они не хотят, чтобы я это делал», — сказал Абигнейл. В интервью Абигнейл утверждал, что его работа с ФБР является «Pro bono», но он публично утверждал, что его компания заработала миллионы долларов на контрактах с правительством США: «Сегодня Frank Abagnale and Associates делает 10,5 миллионов долларов бизнеса в год, 90 процентов из которых с федеральным правительством», — сказал он своей аудитории в 1988 году. В 1991 году Фрэнк Абигнейл и его жена Келли подали заявление о банкротстве в Талсе, штат Оклахома. В судебных документах Абигнейл утверждал, что у него был долг в 1,6 млн долларов США и всего 308 000 долларов США в активах.
Журналистка Айра Перри не смогла найти никаких доказательств того, что Абигнейл работал с ФБР; По словам одного отставного специального агента ФБР, Абигнейл был пойман при попытке пройти личные проверки в 1978 году через несколько лет после того, как он заявил, что начал работать с ФБР. Начиная с 1980-х годов Абигнейл утверждал, что Джозеф Ши, агент ФБР, преследовал его в течение 5 лет (между 1965 и 1970 годами). Абигнейл утверждал, что Ши подружился с ним и контролировал его во время условно-досрочного освобождения. Однако, когда фильм «Поймай меня, если сможешь» был выпущен в кинотеатрах, The Atlanta Journal-Constitution сообщил, что Абигнейл и Ши воссоединились только в конце 1980-х годов, почти через 20 лет после того, как Ши арестовал его. Абигнейл заметил Ши на семинаре по борьбе с преступностью в Канзас-Сити и разыскал Ши, чтобы пожать ему руку.
Когда фильм был выпущен, представитель ФБР признал, что Абигнейл читал лекции в Академии «время от времени», но отрицал, что Абигнейл получил похвалу от агентства, как утверждается в маркетинге фильма. Ни разу ФБР не сделало официального заявления, подтверждающего биографические утверждения Абигнейла, и агентство не подтвердило его экстраординарные утверждения о том, что он был отправлен на военную базу в качестве эксперта по ракетам и в секретную лабораторию в Нью-Мексико. Абигнейл утверждал на публичных лекциях, что он подробно обсуждался в книге журнального столика, посвящённой 100-летию ФБР. Однако имя Абигнейла нигде не фигурирует в официальной книге, посвящённой 100-летию ФБР. В своих публичных лекциях Абигнейл взял на себя роль псевдо-пресс-секретаря ФБР. Обсуждая вербовку, он заявляет: «Мы принимаем 1 из 10 000 заявок». Тем не менее, есть 11 500 заявок в год на 900 должностей в ФБР (2018), что составляет 1 из 13 заявителей, а не 1 из 10 000.
В 2020 году Абигнейл столкнулся с одной из своих жертв в Батон-Руж, штат Луизиана. Когда его спросили, почему он говорил о том, что был генеральным прокурором и сдал экзамен на адвокатуру штата, и всё же не признал свой арест и осуждение в Батон-Руж, Абигнейл сказал: «Это потому, что я работаю на ФБР». Абигнейл заявил Star Tribune, что он является инструктором по этике в Академии ФБР, расположенной в Куантико, штат Вирджиния: «Я преподаю этику в академии ФБР, что иронично, но много лет назад кто-то в Бюро сказал: «Кто лучше вас, чтобы сделать это?» — Я стараюсь научить молодых агентов тому, как важно поступать правильно».

### Выступления в Google
Обеспокоенный потенциальной дезинформацией, транслировавшийся на Абигнейла, в августе 2022 года Google отключил все комментарии и добавил дисклеймер к «Переговорам в Google» Абигнейла, в котором теперь говорится: «Дисклеймер: Google не одобряет и не оправдывает контент, содержащийся в этом видео, и не претендует на действительность действий, описанных здесь. Следующее представлено в неизменном виде, как оно было записано 27 ноября 2017 года, и остаётся на переговорах на канале Google YouTube для исторических целей». В дисклеймере Google не указал явную причину отказа от видео Абигнейла или то, было ли это частью их новой инициативы по работе с журналистами для борьбы с дезинформацией и дезинформацией.  Однако, по словам журналиста-расследователя Хавьера Лейвы, этот шаг был сделан в ответ на действия его аудитории.

### Споры в Ксавье и других университетах
12 сентября 2022 года Фрэнк Абигнейл был удостоен награды «Герой этики» Университета Ксавье, расположенного в Цинциннати, штат Огайо. Абигнейл прочитал программную лекцию в рамках ежегодной университетской серии «Герои профессиональной этики». В заключение своего выступления Абигнейл предложил аудитории задать ему любые вопросы по любому поводу. Один из зрителей, Джим Гринстед, ведущий подкаста Scams and Cons, спросил Абигнейла: «Интересно, в свете премии за этику, которую вы собираетесь вручить сегодня вечером, признаётесь ли вы во всём? Не могли бы вы рассказать правду о тех историях, которые вы рассказали? Признаёте ли вы, что вы только что солгали всем, и вы всё ещё обманываете их?». В своём ответе Абигнейл отрицал, что лгал и распространял какую-либо дезинформацию. Он утверждал, что не имеет ничего общего со своей автобиографией, фильмом и бродвейским мюзиклом. Университет Ксавье удалил со своего веб-сайта любое обсуждение события 12 сентября.
Инцидент в Университете Ксавье был не первым случаем, когда история Абигнейла вызвала споры в университетском городке. В 1981 году, после того, как профессор уголовного правосудия Уильям Тони и его ученики развенчали биографические утверждения Абигнейла, несколько университетов отменили выступления Абигнейла. В попытке обеспечить компромисс Университет Южной Каролины попросил Абигнейла подписать аффидевит, который подтвердил бы правдивость его биографических утверждений. Университет сообщил Абигнейлу, что ему всё равно будет разрешено выступать с речью и взимать плату за выступление, даже если он не подпишет аффидевит, но если он откажется, университет предупредит студентов в начале речи, что Абигнейл не обещал сказать правду. Абигнейл отказался подписать аффидевит, назвав документ «пощёчиной».
По мере того, как неверие в историю Абигнейла распространялось, отчасти из-за работы профессора Уильяма Тони, он отменил свои собственные университетские заказы. В письме в Юго-Западный государственный университет Джорджии Абигнейл писал, что было бы неправильно извлекать выгоду из своего криминального прошлого, рассказывая об этом в университетских городках. Кроме того, в письме Абигнейл заявил, что он отменяет все выступления в колледже, потому что криминальные аспекты истории жизни, которую он представлял, «не являются чем-то, чему должны подвергаться молодые впечатлительные умы».

## Личная жизнь
Абигнейл и его жена Келли живут на острове Даниэля, недалеко от Чарльстона, Южная Каролина. У них трое сыновей: Скотт, Крис и Шон. Абигнейл утверждает, что встреча с женой является мотивацией для изменения своей жизни. Он рассказал автору Полу Стеннингу, что познакомился с ней, когда работал под прикрытием в ФБР, когда она была кассиром в продуктовом магазине.

## Книги
- Поймай меня, если сможешь[англ.], 1980. ISBN 978-0-7679-0538-1.
- Искусство воровства, Broadway Books[англ.], 2001. ISBN 978-0-7679-0683-8.
- Real U руководство по краже личных данных, 2004. ISBN 978-1-932999-01-3.
- Кража твоей жизни, Random House/Broadway Books, апрель 2007. ISBN 978-0-7679-2586-0.
- Обмани меня, если сможешь, 2019. ISBN 0-525-53896-8.